# Sacciolepis striata
Sacciolepis striata är en gräsart som först beskrevs av Carl von Linné, och fick sitt nu gällande namn av George Valentine Nash. Sacciolepis striata ingår i släktet Sacciolepis och familjen gräs. Inga underarter finns listade i Catalogue of Life.